# 寻剑
寻剑（Swordquest）是一个未完成的电子游戏系列作品。这个游戏由雅达利发行，是一次比赛的一部分。这个游戏计划中分为四部曲，最终只完成了三部。每个游戏都附带一本DC制作的漫画，玩家需要在游戏中找到漫画中隐藏的单词的线索，然后从漫画中找到单词并想办法拼出正确的句子。找到句子后玩家可以将结果寄到雅达利，每一作游戏找到答案的赢家都有机会获得由黄金等昂贵物料制成的奖品（每一作游戏只设立一个赢家的位置），并有机会进军总决赛。总决赛的赢家可以获得纯金打造的黄金剑。寻剑的游戏设计一定程度上影响了后来的“动作冒险游戏”的发展。

## 游戏内容
该游戏分为“土元素界”“火元素界”“水元素界”“风元素界”。雅达利公司为每个游戏的冠军提供了奖品，分别是“真言护符”“光明圣杯”“生命王冠”“贤者之石”，四个冠军将再次比赛，以夺得最终大奖：“终极魔法之剑”。
最終只有2個世界的寶物製造完成（Earthworld跟Fireworld）。Earthworld的寶物是一塊鑲嵌12顆鑽石的18K純金護身符（真言護符），Fireworld的寶物是一個裝飾有各種珍珠寶石的黃金聖杯（光明聖杯），Waterworld的寶物則是鑲嵌有各式寶石翡翠的黃金王冠（未製造，即生命之冠），Airworld的寶物是一個鑲嵌各種寶石的金邊白玉寶盒（未製造，即賢者之石），而最後總決賽的寶物是一把價值50000美元的終極魔法之劍（其他四個寶物價值均為25000美元），劍柄由純金打造，劍身由純銀打造，劍柄上還鑲有各類寶石（未製造）；Earthworld中只有8名玩家進入比賽，獲勝者是來自底特律的史蒂芬貝爾（Steven Bell），但是他為了還債而把真言護符溶成了金塊，而Fireworld的獲勝者是Michael Rideout，而Michael Rideout本人表示聖杯目前還好端端的放在自家保險箱內。